# Questa casa non è un albergo (serie televisiva)
Questa casa non è un albergo è stata una serie televisiva italiana andata in onda in prima serata su Rete 4 a partire dal 23 gennaio 2000. Realizzata per una sola stagione, era composta da 12 episodi della durata di 50 minuti ciascuno.
La serie aveva come protagonista Sabina Ciuffini, ex valletta del Rischiatutto che interpretava il ruolo di una madre di famiglia.
Ideata da Luca Bernabei, la regia era di Raffaele Mertes; due episodi sono stati firmati da Pier Belloni ed Elisabetta Marchetti.

## Trama
La serie narra le vicende della famiglia Donati di Siena, composta dalla madre Anna (Sabina Ciuffini), ex-valletta dei programmi televisivi di Mike Bongiorno (come la sua interprete), dal padre Francesco, marito di Anna, chirurgo di professione e dai loro quattro figli: Costanza, Valentina, Lorenza e Nino, tutti di età compresa tra i 14 e i 26 anni.
Le vicende famigliari si intrecciano con quelle dei personaggi ricorrenti, come il nonno (interpretato da Novello Novelli), Luca, il ragazzo di Costanza, Titti, una zia americana, Arlette, una cugina francese e Lotte, la fidanzata di Nino.
Guest star di una puntata, nei panni di sé stesso, è stato il calciatore Walter Zenga.